# Argentinska rukometna reprezentacija
Argentinska rukometna reprezentacija predstavlja državu Argentinu u rukometu.
Krovna organizacija:

## Poznati igrači i treneri

### Svjetsko prvenstvo 2019.
Popis igrača za svjetsko prvenstvu 2019.: Santiago Baronetto, Nicolás Bonanno, Gonzalo Carou, Manuel Crivelli, Juan Pablo Fernández, Guillermo Fischer, Federico Gastón Fernández, Ramiro Martínez (rukometaš), Lucas Moscariello, Gastón Mouriño, Ignacio Pizarro, Matías Schulz, Pablo Simonet, Sebastián Simonet, Federico Matías Vieyra

## Igrači hrvatskog podrijetla
- braća Visković
- Sergio Crevatin

## Nastupi napanameričkim prvenstvima
- prvaci: 2000., 2002., 2004.
- doprvaci: 1996., 1998.
- treći:

## Nastupi naPanameričkim igrama
- prvaci:
- doprvaci:
- treći:

## Nastupi naOI
- prvaci:
- doprvaci:
- treći:

## Nastupi naSP
- prvaci:
- doprvaci:
- treći:

## Vanjske poveznice
- The national handball team